# 天主教凤凰城教区
天主教鳳凰城教區（拉丁語：Dioecesis Phoenicensis）是美國一個羅馬天主教教區，屬於聖菲總教區。1969年12月2日升為教區。
範圍包括亞利桑那州西北部三個縣，但不包括納瓦霍族保留地，但同時包括希拉河印第安保留地。2004年有教友556,692人、90個堂區、277名司鐸。現任教區主教為多默·奧姆斯特德。